# Campagne des îles Aléoutiennes
Seconde Guerre mondiale
Batailles
Batailles et opérations de la guerre du Pacifique

Japon :
- Raid de Doolittle
- Bombardements stratégiques sur le Japon (Tokyo
- Yokosuka
- Kure
- Hiroshima et Nagasaki)
- Raids aériens japonais des îles Mariannes
- Campagne des archipels Ogasawara et Ryūkyū
- Opération Famine
- Bombardements navals alliés sur le Japon
- Baie de Sagami
- Invasion de Sakhaline
- Invasion des îles Kouriles
- Opération Downfall
- Reddition du Japon

Pacifique central :
- Pearl Harbor
- Guam (1941)
- Wake
- Raid sur les îles Gilbert et Marshall
- Opération K
- Midway
- Opération RY
- Campagne des îles Gilbert et Marshall
- Campagne des îles Mariannes et Palaos
- Campagne des archipels Ogasawara et Ryūkyū
- Opération Inmate

Pacifique du sud-ouest :
- Nauru
- Invasion des Philippines (1941-42)
- Invasion des Indes orientales néerlandaises
- Opérations de l'Axe dans les eaux australiennes
- Raids aériens japonais sur l'Australie (1942-43)
- Opération Ke
- Campagne des îles Salomon
- Campagne de Nouvelle-Guinée
- Campagne des Philippines
- Campagne de Bornéo (1945)

Asie du sud-est :
- Invasion de l'Indochine (1940)
- Océan Indien (1940-45)
- Guerre franco-thaïlandaise
- Invasion de la Thaïlande
- Campagne de Malaisie
- Hong Kong
- Singapour
- Campagne de Birmanie
- Opération Kita
- Indochine (1945)
- Détroit de Malacca
- Opération Jurist
- Opération Tiderace
- Opération Zipper
- Bombardements stratégiques (1944-45)

Guerre sino-japonaise
Front d'Europe de l’Ouest
Front d'Europe de l’Est
Bataille de l'Atlantique
Campagnes d'Afrique, du Moyen-Orient et de Méditerranée
Théâtre américain
La campagne des îles Aléoutiennes est l'ensemble des combats menés sur et autour des îles Aléoutiennes (archipel s'étirant en arc au sud-ouest de l'Alaska) lors de la guerre du Pacifique de la Seconde Guerre mondiale entre 1942 et 1943.
Des petites forces japonaises occupent les îles d'Attu et Kiska à l'extrémité occidentale des Aléoutiennes en juin 1942 mais l'éloignement des îles et les difficultés liées aux conditions météorologiques et au terrain font qu'il faut près d'un an à d'importantes forces américaines pour les en déloger. L'importance stratégique de ces îles tient alors au contrôle des routes du grand cercle pacifique qu'elles permettent (pour illustration, aujourd'hui, les vols intercontinentaux entre Los Angeles et Tokyo passent au-dessus des Aléoutiennes). Ce contrôle des voies de transport du Pacifique est la raison pour laquelle le général Billy Mitchell déclare au Congrès américain en 1935 « Je crois que dans l'avenir, celui qui détient l'Alaska tiendra le monde. Je pense que c'est la plus importante place stratégique dans le monde. » Les Japonais estiment que le contrôle des Aléoutiennes empêcherait une éventuelle attaque américaine à travers le Pacifique Nord. De même, les États-Unis craignent que les îles ne soient utilisées comme base de départ pour lancer des attaques aériennes contre la côte Ouest des États-Unis.
Cette campagne est quelquefois appelée « la bataille oubliée » car elle resta dans l'ombre de la bataille de Guadalcanal qui se déroulait simultanément.
La campagne des îles Aléoutiennes est l'une des rares opérations du second conflit mondial à s'être déroulée en Amérique du Nord, avec des combats sur le sol même des États-Unis.

## Attaque japonaise

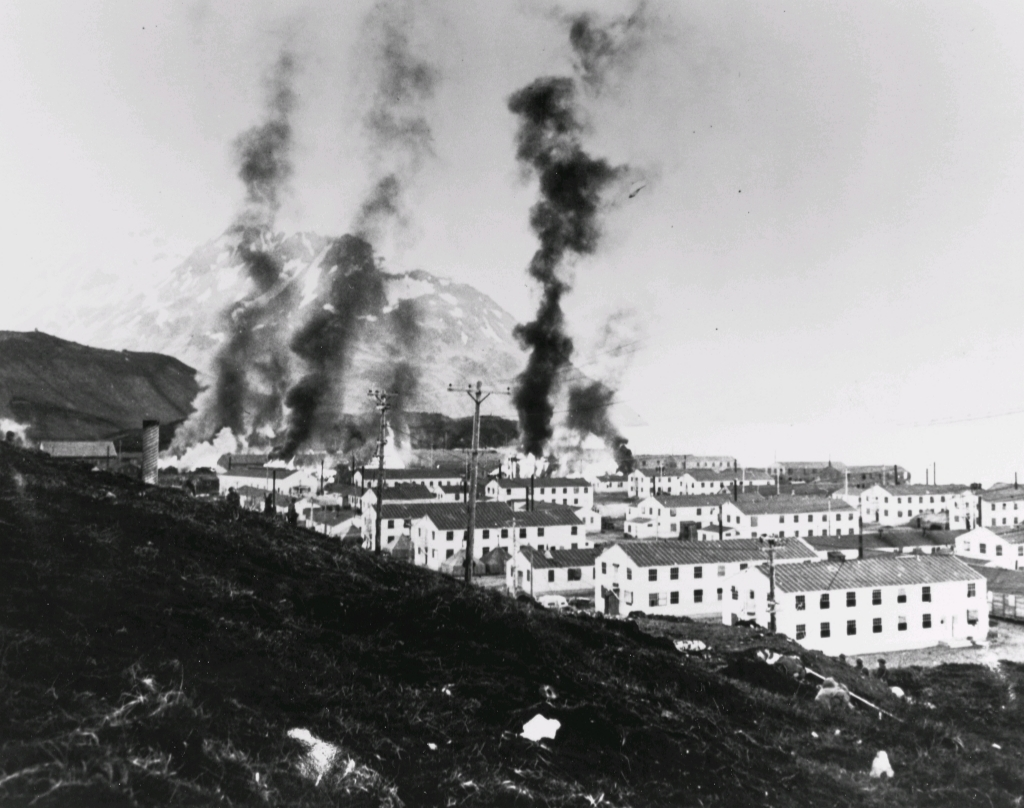
Attaque japonaise sur Dutch Harbor.

Le 3 juin 1942, l'aéronavale japonaise attaque Dutch Harbor sur Unalaska au moyen de bombardiers Nakajima B5N lancés des porte-avions Jun'yō et Ryūjō. Dans le mauvais temps, seuls la moitié des bombardiers trouvent leur cible et ne font que peu de dégâts.
Les invasions de l'île de Kiska le 6 juin 1942 et de celle d'Attu le lendemain ne rencontrent que peu de résistance de la part de la population locale. La plupart des Aléoutes avaient été préalablement évacués et internés de force dans des camps du sud-est de l'Alaska par le gouvernement fédéral américain.
Auparavant, la thèse généralement admise par les historiens occidentaux était que cette invasion japonaise n'était qu'une diversion ou une feinte durant la bataille de Midway, destinée à éloigner la flotte américaine du Pacifique de Pearl Harbor, et elle avait d'ailleurs été lancée sous le même commandement d'Isoroku Yamamoto. Cependant, les historiens Jonathan Parshall et Anthony Tully s'opposèrent à cette interprétation, estimant que les Japonais avaient envahi les Aléoutiennes pour protéger le flanc nord de leur empire et qu'il ne s'agissait pas d'une diversion.

## Réponse américaine

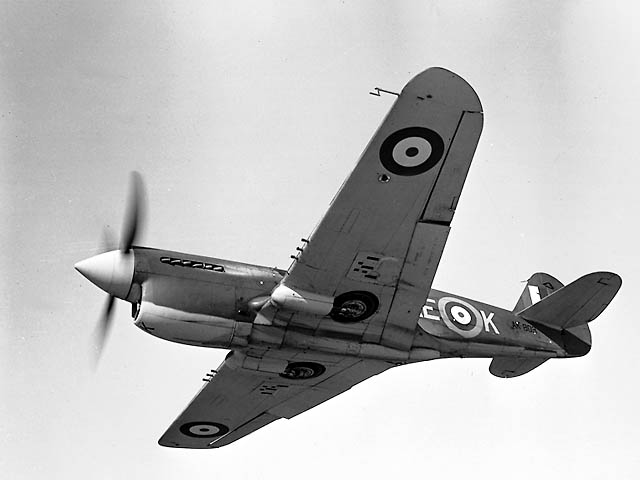
Un Kittyhawk Mk.1A du Squadron 118 de la RCAF ; Dartmouth, Nouvelle-Écosse transféré à l'île Annette dans les Aléoutiennes à la mi-1942.

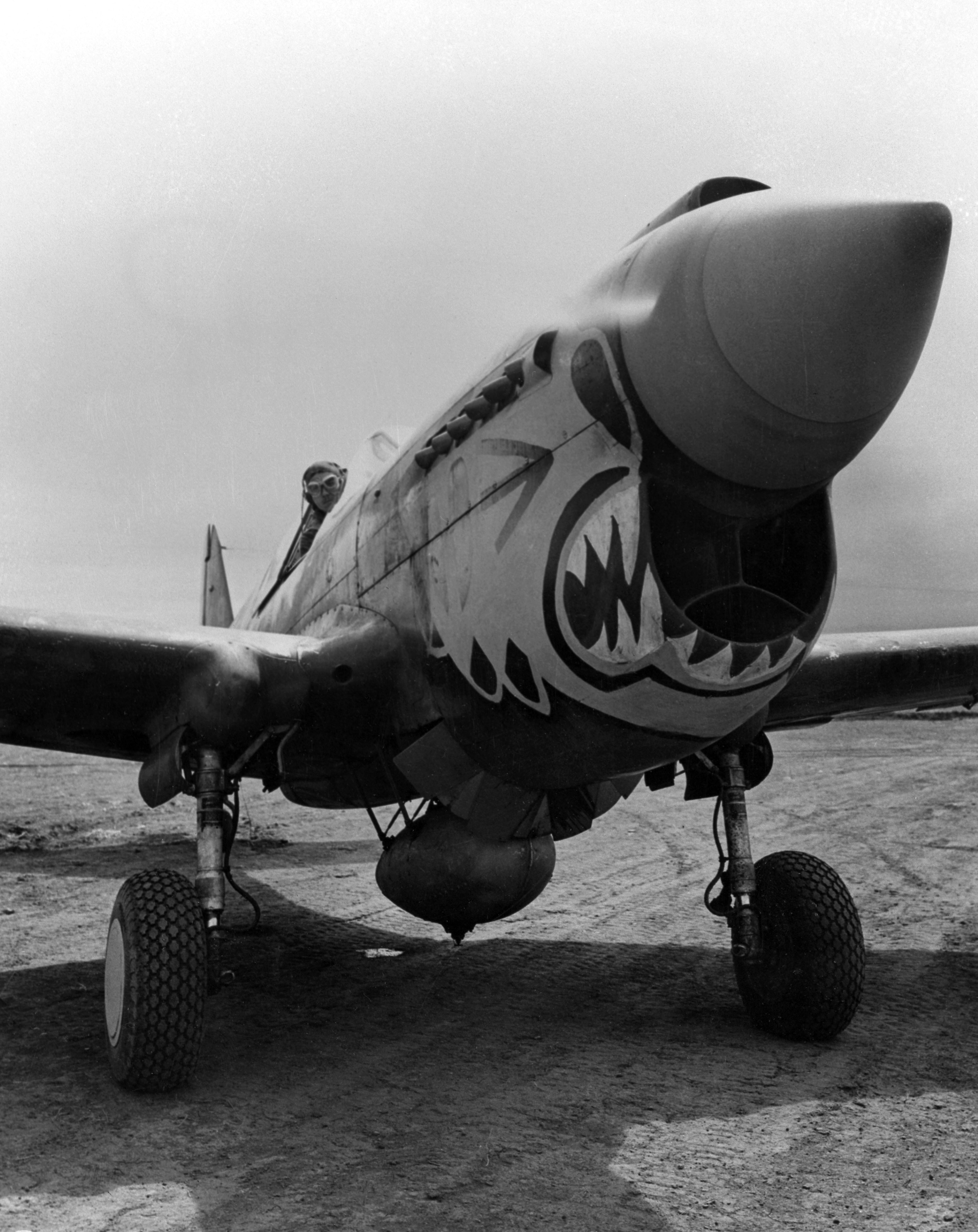
Un P-40E des Aleutians Tigers en 1943.

En août 1942, les États-Unis créent une base aérienne sur l'île Adak et commencent à bombarder les positions japonaises sur Kiska. C'est lors d'une de ces attaques, le 25 septembre 1942, que le Squadron Leader Kenneth Boomer du 111e escadron de la RCAF abat un A6M2-N Rufe japonais devenant ainsi le premier pilote de chasse canadien à abattre un appareil ennemi au-dessus de l'Amérique du Nord.

## Bataille des îles Komandorski
Une force de l'US Navy composée de croiseurs et de destroyers sous les ordres du contre-amiral Charles « Soc » McMorris a pour mission d'empêcher le passage des convois japonais de ravitaillement. Après l'engagement naval significatif connu sous le nom de bataille des îles Komandorski, les Japonais abandonnent leurs tentatives de ravitaillement des Aléoutiennes par navires de surface, utilisant alors des sous-marins, plus sûrs mais de capacité moindre.

## Reconquête d'Attu

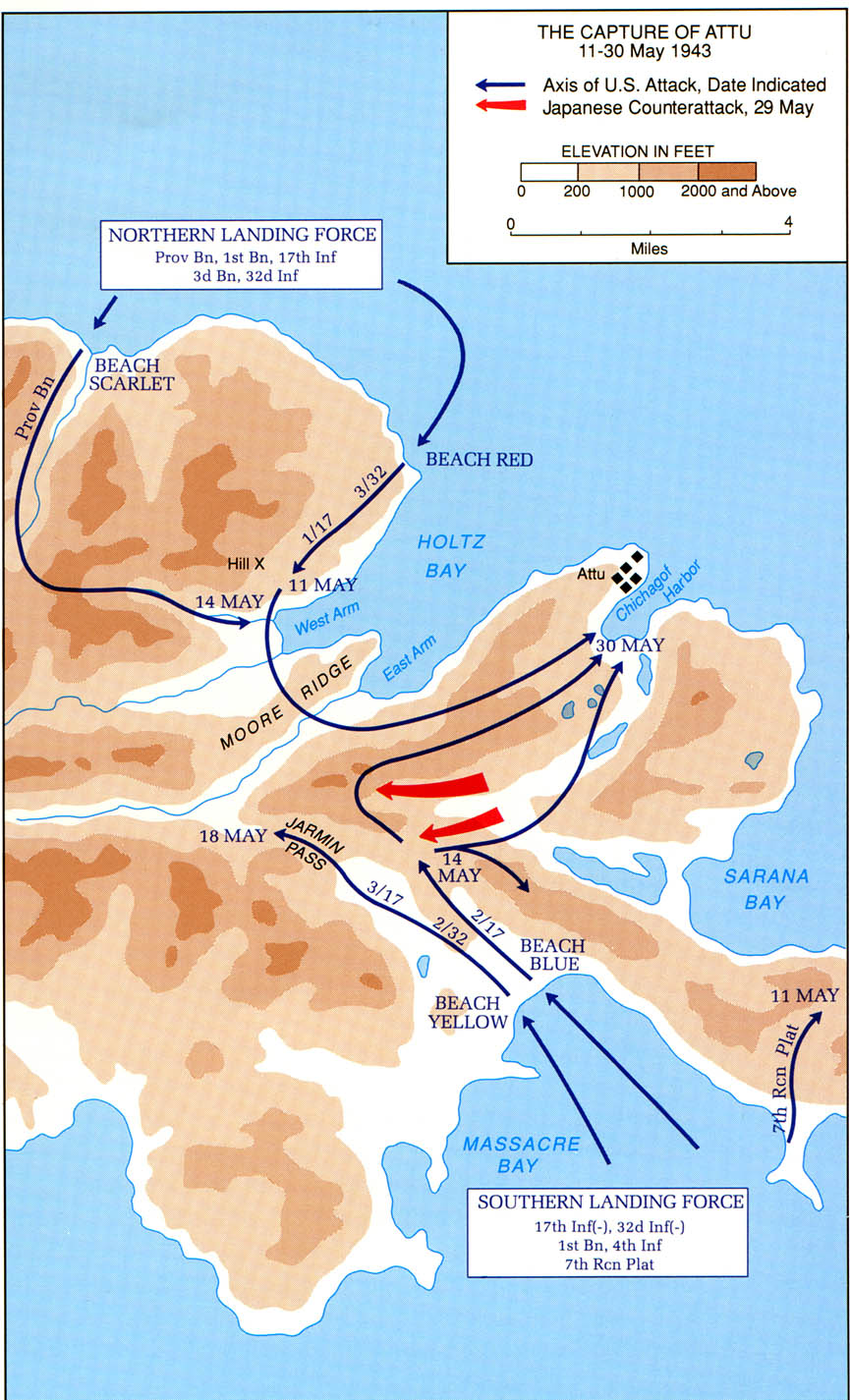
Carte de la capture d'Attu

Le 11 mai 1943, l'opération pour reprendre Attu débute. Parmi les forces américaines se trouvent un groupe d'indigènes alaskans connu sous le nom de Castner's Cutthroats. Une pénurie de chalands de débarquement, des plages impraticables et un équipement qui ne fonctionne pas dans les conditions météorologiques épouvantables de la région rendent très difficile l'acheminement de forces pour contrer les Japonais. De nombreux soldats souffrent d'engelures parce que les fournitures essentielles n'ont pas pu être débarquées, ou si elles l'ont été, n'ont pu être transportées à l'endroit où l'on en a besoin car les véhicules ne fonctionnent pas dans la toundra. Les défenseurs japonais sous le commandement du colonel Yasuyo Yamasaki n'ont pas essayé d'empêcher les débarquements, mais ont créé un réseau de tranchées dominant la côte. Cette position avantageuse pour les Japonais est très difficile à prendre et fut l'enjeu de sanglants combats. Les pertes américaines furent de 3929 soldats, dont 579 tués et 1148 blessés au feu ; environ 1 200 eurent de graves blessures liées au froid, 614 succombèrent de maladie, et 318 sont morts de diverses causes, principalement des pièges japonais ou de tirs amis.
Le 29 mai, les dernières forces japonaises, repliées dans une poche côtière lancent une attaque soudaine près de Massacre Bay, une des plus importantes attaques suicides de la campagne du Pacifique. La charge menée par le colonel Yamasaki perce les lignes américaines assez profondément pour engager le combat contre les troupes de la ligne arrière. Après de furieux combats rapprochés, souvent au corps à corps, les Japonais sont presque tous tués ou préfèrent se suicider. Seuls 28 soldats, mais aucun officier, sont faits prisonniers. Les équipes américaines chargées d'enterrer les corps comptabilisent 2351 Japonais tués, mais on pense que plusieurs centaines sont ensevelis par les bombardements au cours de la bataille. La vie des soldats japonais est racontée dans le journal intime de leur médecin Paul Nobuo Tatsuguchi.

## Reconquête de Kiska
Le 7 août 1943, après de nombreux raids, une force d'invasion de 34 426 hommes débarque finalement sur Kiska. Les Castner's Cutthroats font partie des forces américaines débarquées, mais le gros des troupes est composé de la 7e division d'infanterie américaine et de 5 300 soldats canadiens venant de la 13e brigade de la 6e division d'infanterie canadienne. Les forces canadiennes comprennent aussi la composante canadienne de la First Special Service Force, aussi connue sous le nom de la "Devil's Brigade".
Mais les forces alliées trouvent l'île abandonnée. Dans le brouillard, les Japonais ont réussi à se retirer le 28 juillet à l'insu des Alliés. L'US Army Air Forces avait bombardé des positions abandonnées depuis plus d'une semaine. Un jour avant le retrait, des navires de l'US Navy avaient engagé le combat dans une bataille peu concluante, et peut-être sans aucun sens, connue comme la bataille des Pépins.
Bien que les Alliés n'aient pas combattu, leurs pertes lors de l'invasion de Kiska s'élèvent quand même à 313 hommes, toutes dues aux tirs amis, aux pièges laissés par les Japonais, aux maladies ou gelures dues au froid. Comme Attu, Kiska offre en effet un environnement très hostile.

## Suites et conséquences
Bien que des plans existent pour attaquer le nord du Japon, ils ne sont pas mis à exécution. Plus de 1 500 sorties aériennes sont menées contre les Kouriles jusqu'à la fin de la guerre, dont la base japonaise de Paramushiro, mobilisant 500 avions japonais et 41 000 hommes au sol.
Cette bataille est aussi la première fois où des conscrits canadiens sont envoyés dans des zones de combat durant la Seconde Guerre mondiale. Alors que le gouvernement s'est engagé à ne pas envoyer d'appelés outre-mer, le fait que les Aléoutiennes soient en Amérique du Nord permet au gouvernement de les déployer. Il y eut des cas de désertion avant que la brigade ne s'embarque pour les Aléoutiennes. Fin 1944, le gouvernement canadien change sa politique et envoie 16 000 conscrits en Europe prendre part aux combats.
La bataille marque aussi le premier engagement du First Special Service Force.

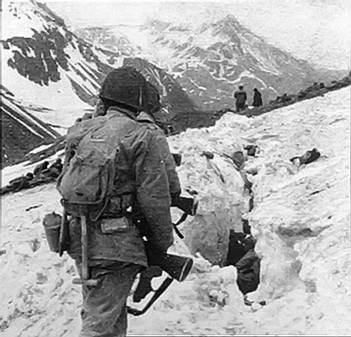
Des troupes américaines marchent à travers la neige et la glace durant la bataille d'Attu en mai 1943

## Vétérans
John Huston réalise en 1943 un film Report from the Aleutians.
Un film documentaire est tourné en 2006, Red White Black & Blue sur deux vétérans de la bataille d'Attu, Bill Jones et Andy Petrus. Réalisé par Tom Putnam, il est présenté en avant-première au Festival international du film de Locarno en 2006.
Charlton Heston y est basé en tant que radio-opérateur et mitrailleur sur un bombardier B-25 de l'US Air Force.